# Boris Sacharow
Boris Siergiejewicz Sacharow (ros. Борис Сергеевич Сахаров, ur. 1898 w Kiszyniowie, zm. 1970 w Moskwie) – funkcjonariusz radzieckich organów bezpieczeństwa, generał major.

## Życiorys
Rosjanin, do 1910 skończył 3 klasy szkoły miejskiej w Moskwie, pracował w aptece, od 1917 w radzie moskiewskiej. Od marca 1918 żołnierz batalionu łączności Armii Czerwonej, motocyklista oddziału 1 Dywizji Strzelców Łotewskich na Froncie Ryskim, później szofer 1 Dywizji Łotewskiej Frontu Południowego, następnie Charkowskiego Okręgu Wojskowego. Od czerwca 1924 funkcjonariusz OGPU, od maja 1926 członek WKP(b), od 14 grudnia 1935 starszy porucznik bezpieczeństwa państwowego, od grudnia 1936 do 1 maja 1938 funkcjonariusz do zadań specjalnych Wydziału 1 Głównego Zarządu Bezpieczeństwa Państwowego, od 26 kwietnia 1938 kapitan bezpieczeństwa państwowego. Od 1 maja 1938 do marca 1941 szef grupy Oddziału 2 Wydziału 1 Głównego Zarządu Bezpieczeństwa Państwowego, 14 marca 1940 awansowany na majora bezpieczeństwa państwowego, od marca do 31 lipca 1941 szef grupy Wydziału 1 NKGB ZSRR, od 8 sierpnia 1941 do 10 maja 1942 szef ochrony Woroszyłowa - szef Oddziału 3 Wydziału 1 NKWD ZSRR. Od 10 maja 1942 do 17 maja 1943 starszy pełnomocnik operacyjny Oddziału 3 Wydziału 1 NKWD ZSRR, 14 lutego 1943 awansowany na pułkownika bezpieczeństwa państwowego, od 17 maja 1943 do 27 stycznia 1945 starszy pełnomocnik operacyjny Oddziału 2 Wydziału 2 Zarządu 6 NKGB ZSRR, 28 marca 1944 awansowany na komisarza bezpieczeństwa państwowego. Od 27 stycznia 1945 do 1946 starszy pełnomocnik operacyjny grupy kontrolno-inspektorskiej Zarządu 6 NKGB ZSRR, 9 lipca 1945 mianowany generałem majorem, od 25 grudnia 1946 do grudnia 1950 funkcjonariusz Głównego Zarządu Ochrony MGB ZSRR, następnie na emeryturze.

## Odznaczenia
- Order Lenina (4 grudnia 1945)
- Order Czerwonego Sztandaru (trzykrotnie - 24 lutego 1943, 3 listopada 1944 i 24 listopada 1950)
- Order Wojny Ojczyźnianej I klasy (16 maja 1944)
- Order Czerwonej Gwiazdy (28 sierpnia 1937)
- Odznaka "Honorowy Funkcjonariusz Czeki/GPU (XV)" (3 czerwca 1936)

I 7 medali.